# Музейная миля (Нью-Йорк)
Музе́йная ми́ля (англ. Museum Mile) — отрезок Пятой авеню в Нью-Йорке, на которой расположены 10 нью-йоркских музеев. Музейная миля протянулась с 82-й по 105-ю улицу в Верхнем Ист-Сайде, и её протяженность составляет более одной официальной мили. В 2009 году к комплексу из десяти музеев добавился Музей африканского искусства на 110-й улице. Ежегодно на этом участке Пятой авеню проходит Фестиваль Музейной мили (Museum Mile Festival), направленный на продвижение культуры в массы.

## Музеи
- Коллекция Фрика (70-я улица)
- Метрополитен-музей (82-я улица)
- Немецкий культурный центр имени Гёте (83-я улица)
- Новая галерея (86-я улица)
- Музей Соломона Гуггенхайма (88-я улица)
- Национальная Академия Дизайна (89-я улица)
- Национальный музей дизайна Купера-Хьюитта, часть Смитсоновского института (91-я улица)
- Еврейский музей (92-я улица)
- Международный центр фотографии (94-я улица)
- Музей Нью-Йорка (103-я улица)
- Музей Баррио (104-я улица)

## Фестиваль Музейной мили
Museum Mile Festival проходит каждый второй вторник июня с 18 до 21:00. Впервые фестиваль был проведён 26 июня 1979 года с целью повысить интерес ньюйоркцев к культурной жизни города.
В день проведения фестиваля двери десяти музеев открыты для публики (бесплатный вход), а на Пятой авеню перекрывают дорожное движение, превращая Милю в пешеходную зону. В последние 20 лет посещаемость фестиваля составила более миллиона человек. Музеи предлагают посетителям особую программу с живой музыкой, дополнительными выставками и развлечениями для детей.

## Галерея

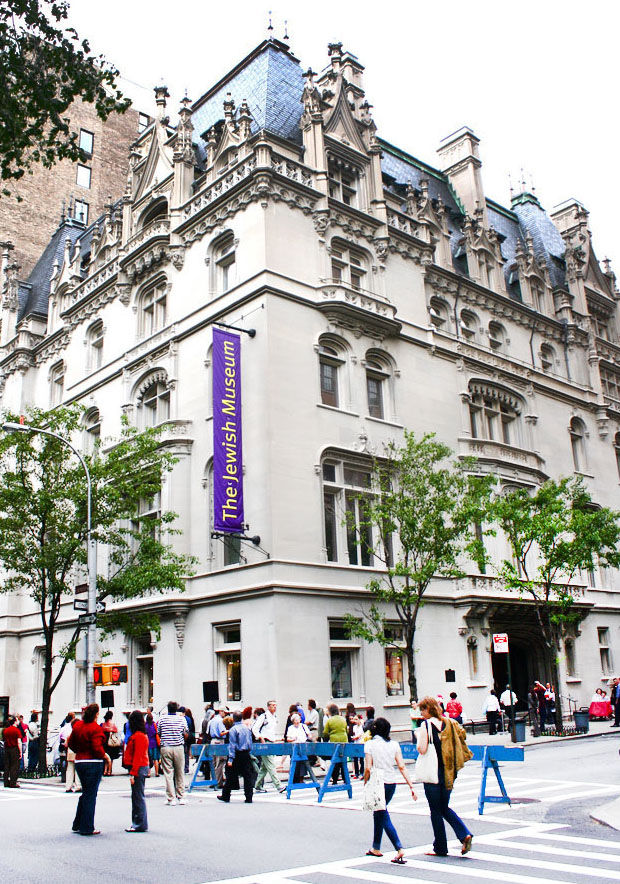
Еврейский музей во время Фестиваля в 2009 году
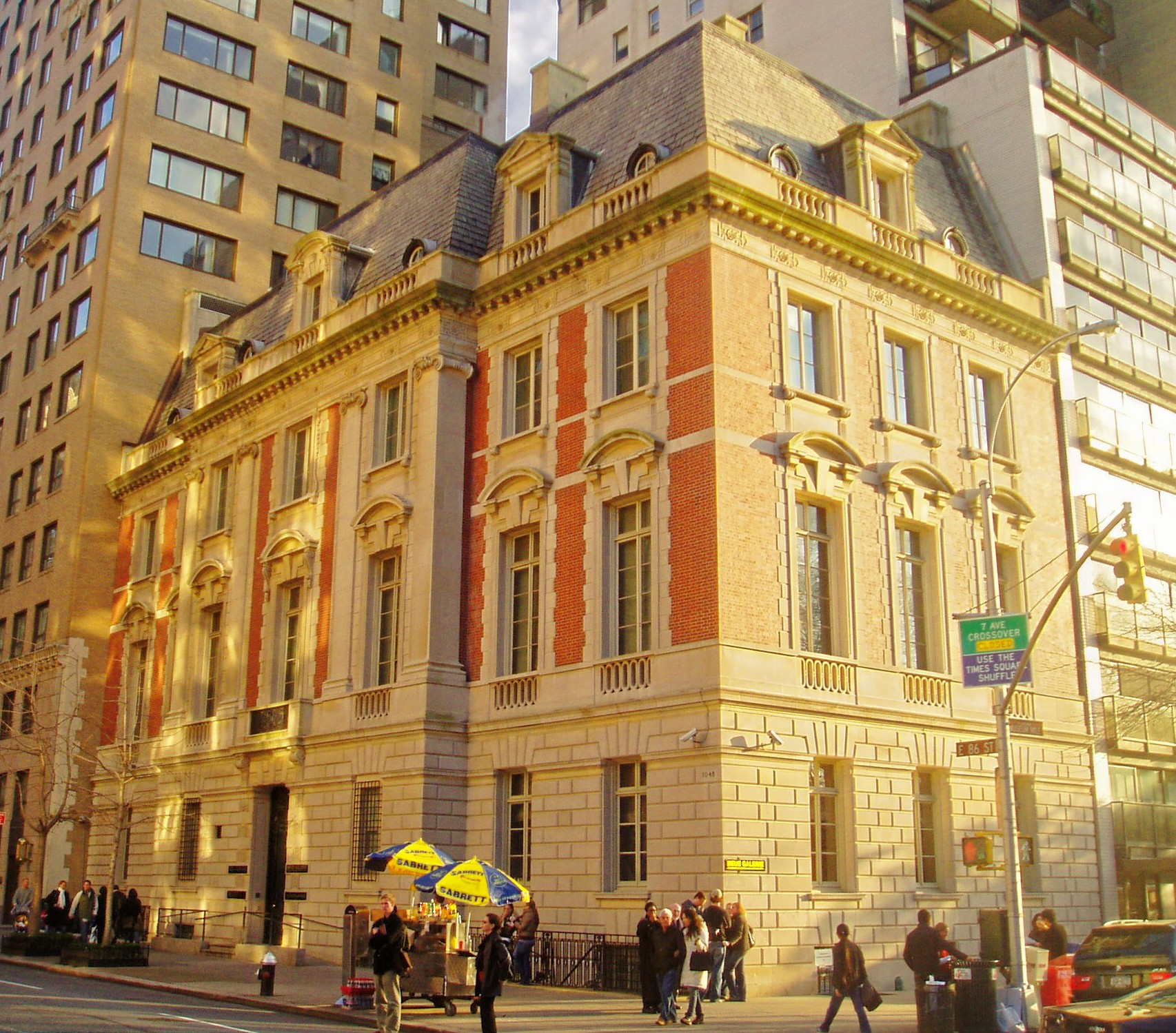
Новая галерея